# Onchidoris tenella
Onchidoris tenella is een slakkensoort uit de familie van de Onchidorididae. De wetenschappelijke naam van de soort werd voor het eerst geldig gepubliceerd in 1870 door Gould.